# Costantino III di Britannia
Costantino (cornico: Costentyn; gallese: Custennin; latino: Constantinus; inglese: Constantine; 520 circa – 9 maggio 576) è stato un re della Dumnonia, e uno dei sovrani leggendari della Britannia secondo Goffredo di Monmouth, che ne fa l'erede e successore di re Artù. È citato dal contemporaneo Gildas, ed è incluso nelle genealogie dei re della Dumnonia. È anche venerato come santo dalla Chiesa cattolica.
Costantino, II di Dumnonia, a volte viene indicato come "III di Britannia" per distinguerlo dai due omonimi compresi nella lista dei leggendari sovrani britannici, ovvero Costantino I e Flavio Claudio Costantino (quest'ultimo, oltre a "Costantino II di Britannia", è indicato anche come "Costantino III dell'Impero romano" nelle fonti storiografiche).

## Biografia
Tutto ciò che si sa di certo su Costantino viene da Gildas, che lo chiama "cucciolo tirannico dell'impura leonessa di Damnonia". Si pensa che in questo caso per Damnonia si intenda la Dumnonia nel sud-est dell'Inghilterra, e non l'omonimo regno che si sarebbe sviluppato nell'odierna Scozia. Gildas critica Costantino anche per aver ripudiato o allontanato o rinchiuso sua moglie allo scopo di commettere molti adulteri. Inoltre, dopo aver giurato di voler fare la pace coi suoi nemici, si travestì da abate, entrò nel santuario dove questi si trovavano e li uccise ai piedi dell'altare. Anche il cavaliere arturiano Sir Costantino, che secondo l'Historia Regum Britanniae di Goffredo di Monmouth successe ad Artù sul trono di Britannia, si travestì da vescovo e uccise in una chiesa i due figli di Mordred, con cui era in conflitto. Per questo c'è chi pensa che questa figura leggendaria sia basata su quella storica di Costantino di Dumnonia. Secondo alcune tradizioni gallesi gli succedette il cugino Gwydre (figlio di Artù).

## Fonti letterarie
Costantino appare nella lista dei leggendari sovrani della Britannia (odierna Inghilterra) riportata dalla Historia Regum Britanniae di Goffredo di Monmouth. Sarebbe stato figlio di Cador, duca di Cornovaglia, un parente di re Artù. Costantino combatté nella battaglia di Camlann e sembra essere stato uno dei pochi sopravvissuti. Mentre stava per essere trasportato ad Avalon, Artù lo nominò suo successore.
Geoffredo afferma che Costantino continuò ad avere problemi con i Sassoni e coi due figli di Mordred, Melehan e Melou. Alla fine ebbe la meglio sui suoi nemici, ma sembra che abbia ucciso i due figli di Mordred in una chiesa. Per questo sacrilegio sarebbe stato fulminato da Dio e poi sepolto a Stonehenge, accanto a Uther Pendragon. Secondo le tradizioni gallesi, alla sua morte, il trono passò a Gwydre, il primogenito di Artù e della regina Ginevra, anche lui uno dei sopravvissuti di Camlann, ma che all'epoca della battaglia era troppo giovane per ricevere il trono.
Costantino compare anche nella Allitterazione della morte di Artù  e nella Morte di Artù di Thomas Malory come cugino e successore di Artù. Una tradizione lo identifica con Costantino re di Dumnonia che alla fine scelse la vita religiosa e divenne santo.

## Culto
Ci sono molti nobili personaggi che in questo periodo portano il nome di Costantino, cosa che rende difficile distinguere l'uno dall'altro. Ma il Costantino di cui si sta parlando qui sarebbe quello che incontrò san Petroc, convertendosi subito dopo al Cristianesimo. Dopo aver abdicato in favore del figlio Bledric, si dedicò alla vita religiosa. Fondò chiese, attraversò il canale di Bristol e si unì a san David, con cui visse molti anni come monaco. Alla fine si ritirò in eremitaggio a Costyneston (Cosmeston), vicino a Cardiff, dove sarebbe morto, anche se esistono molte altre storie secondo cui avrebbe viaggiato e predicato nel Nord, tra i Pitti, prima di essere martirizzato a Kintyre (in Scozia) il 9 maggio del 576. Secondo Giovanni di Fordun, sarebbe stato sepolto a Govan. Questo santo sarebbe diverso dal San Costantino di Strathclyde, figlio, secondo la vita di san Kentigern, del sovrano di questo regno: per David Nash Ford, ad esempio, suo padre sarebbe stato Riderch Hael di Strathclyde.